# Nischenhöhle (Kugelstein)
Die Nischenhöhle bei Deutschfeistritz befindet sich in 404 m ü. A. im Kugelstein nördlich des Hauptortes von Deutschfeistritz und westlich von Badl, Steiermark in Österreich.

## Lage
Die Nischenhöhle befindet sich am nördlichen Hang des Kugelsteins, östlich der Schichtfugenhöhle. Der Zugang zur Höhle befindet sich etwa 4 Meter über der Straße, welche um den Kugelstein herumführt.

## Beschreibung
Die rund 8 Meter lange Nischenhöhle hat einen mehr als 4 Meter hohen, dreieckigen Eingang. Vom Eingang führt ein 7,6 Meter langer, 4 Meter breiter und zwischen 4 und 4,5 Meter hoher, leicht ansteigender Gang nach Südwesten.
Der ansonsten felsige Höhlenboden weist einige Lehmablagerungen auf.